# Puig Rodó (Sant Llorenç Savall)
El Puig Rodó és una muntanya de 541 metres que es troba entre els municipis de Castellar del Vallès i Sant Llorenç Savall, a la comarca del Vallès Occidental.